# Alonso Martínez (escultor)

Concepción Grande en la Catedral de Sevilla, obra de Alonso Martínez.

Alonso Martínez (Villaeles de Valdavia (Palencia), octubre de 1612 - Sevilla, diciembre de 1668) fue un escultor barroco que trabajó principalmente en las ciudades de Cádiz y Sevilla.

## Biografía
Aunque nacido en Castilla, a los 10 años viajó, probablemente con sus padres, a la ciudad de Cádiz, donde se formó artísticamente junto a Alejandro de Saavedra; seguidamente entró en el taller de Jacinto Pimentel como oficial. Su relación con este escultor está documentada, pues se conserva una carta de pago de 1637 en la que Pimentel salda una deuda de 390 ducados contraída con Martínez. 
En 1638 trabajaba en Jerez de la Frontera, donde conoció al escultor flamenco José de Arce con quien mantuvo una relación de amistad.
En 1641 se casó en la ciudad de Cádiz con Andrea Ruiz de la Santísima Trinidad. De esta unión nacieron varios hijos, uno de ellos Felipe Martínez (Sevilla 1651), que fue apadrinado por su amigo Juan de Arce y heredó la profesión y el taller de su padre.
A finales de 1650 marchó a Sevilla, ciudad de la que permaneció hasta su muerte ocurrida en 1668 y donde realizó muchas de sus obras más conocidas, como las efectuadas para la Catedral y la iglesia del Sagrario. 
Entre sus discípulos podemos citar al gran imaginero Francisco Ruiz Gijón.